# CLIMBING joy
『CLIMBING joy』（クライミングジョイ）は、かつて山と溪谷社が発行していたクライミング専門誌。

## 概要
ロッククライミング専門誌『ROCK & SNOW』の姉妹誌として、山と溪谷社が2008年に創刊、2017年に休刊になっている。全16号。
表紙のサブタイトルは「これからのクライマーのためのクライミングマガジン」。